# Nicolas Sébastien Adam

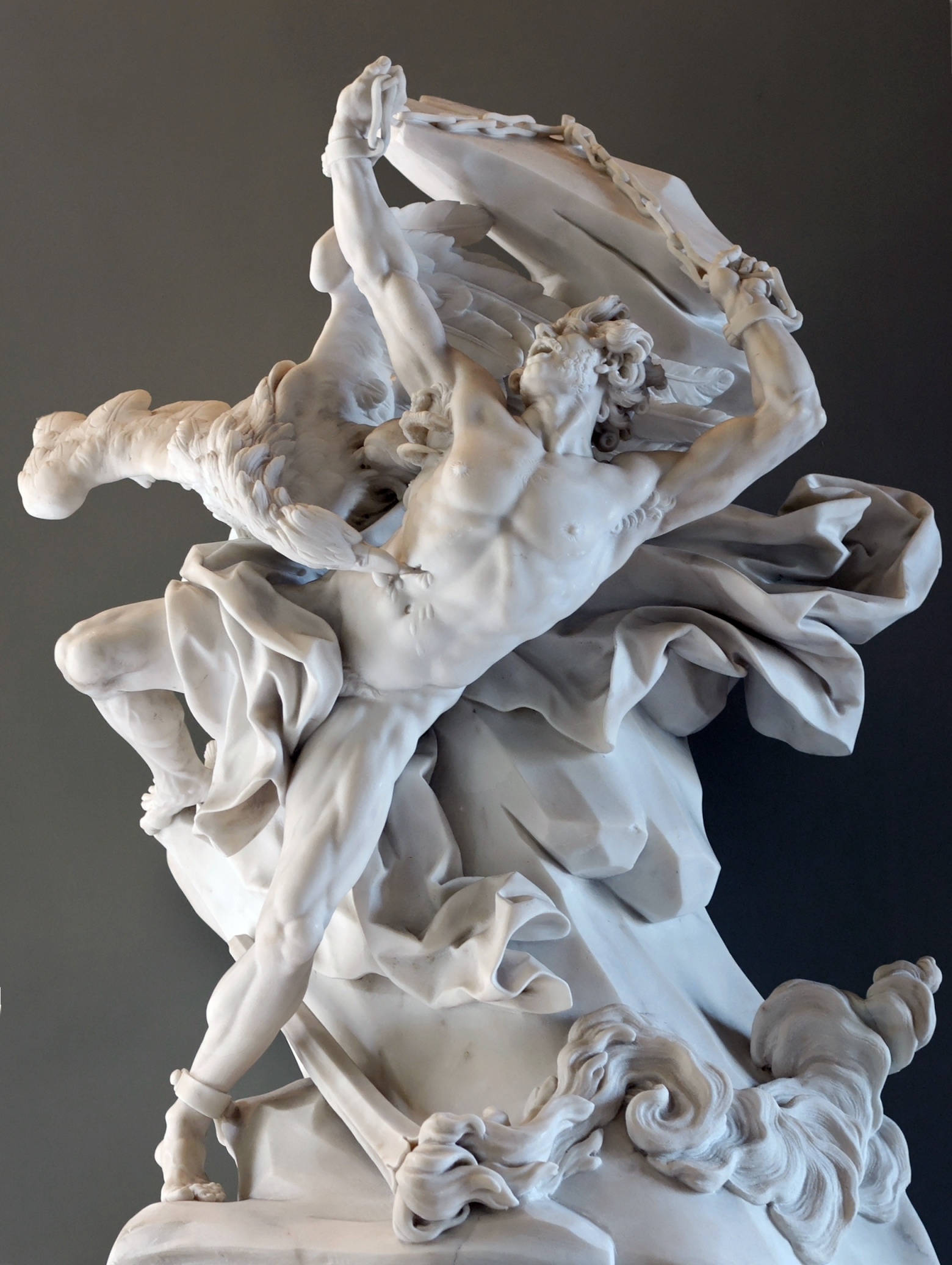
Prometeusz (1762) (Luwr)

Nicolas Sébastien Adam (nazywany też Adam le Jeune, ur. 22 marca 1705 w Nancy, zm. 27 marca 1778 w Paryżu) – francuski rzeźbiarz, syn Jacoba Sigisberta Adama. Początkowo pracował w warsztacie ojca, następnie w roku 1726 przez Montpellier udał się do Rzymu. Tam zaczął pracować razem z bratem Lambertem Sigisbertem, w którego cieniu zawsze pozostawał. Od 1734 ponownie przebywał w Paryżu, gdzie współpracował przy wystroju wnętrz kaplicy pałacowej w Wersalu. Po wykonaniu na zlecenie króla polskiego Stanisława Leszczyńskiego grobowca dla jego żony, królowej Polski, Katarzyny Opalińskiej w Nancy, powrócił do Paryża. W roku 1762 spod jego dłuta wyszła marmurowa grupa rzeźbiarska Związany Prometeusz. (Paryż, Louvre)